# Experiment de la doble escletxa

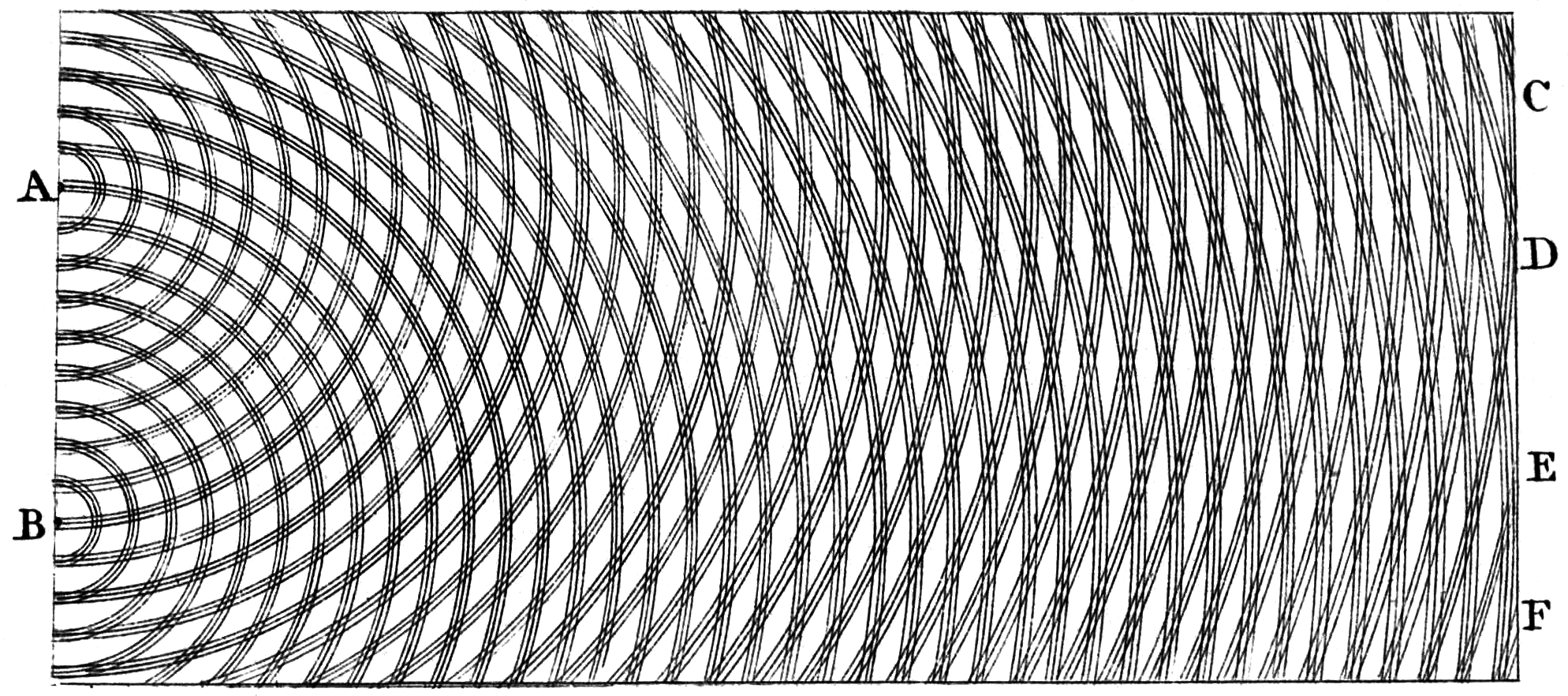
Dibuix original de Thomas Young que presenta els efectes d'interferència de dos focus de llum situats a l'esquerra

L'experiment de la doble escletxa o experiment de Young, és un experiment realitzat el 1801 pel físic anglès Thomas Young, amb l'objectiu de refusar la teoria corpuscular de la llum vigent a finals del segle xvii i donar suport a la teoria ondulatòria de la llum. Young dividí un raig de llum en dos i tot seguit els recombinà damunt d'una pantalla; sobre aquesta es produí un patró d'interferències, tot un seguit de franges clares i fosques alternades. Aquest resultat és inexplicable amb una teoria corpuscular perquè s'hauria d'observar només un punt de llum, però és fàcilment interpretable assumint la naturalesa ondulatòria de la llum. Malgrat la solidesa de l'experiment, els científics anglesos contemporanis de Young no l'acceptaren i s'hagué d'esperar als treballs posteriors dels físics francesos Francesc Aragó i Augustin-Jean Frésnel per abandonar la teoria corpuscular.
Posteriorment, ha estat considerat un experiment fonamental a l'hora de demostrar la dualitat ona-partícula, una característica de la mecànica quàntica. L'experiment pot realitzar-se amb electrons, àtoms o neutrons, produint patrons d'interferència similars als obtinguts quan es realitza amb llum, fet que mostra, per tant, el comportament dual ona-corpuscle de la matèria.

## Teoria corpuscular i teoria ondulatòria
Les primeres idees sobre la naturalesa de la llum, que influïren en el món occidental durant dos mil anys, hom pot trobar-les a l'antiga Grècia. Empèdocles d'Akragas, (492 aC - 432 aC) al segle v aC, creia que dins l'ull humà, constituït pels quatre elements (aigua, aire, terra i foc), s'encenia el foc que emetia raigs de llum que sortien a l'exterior, movent-se en línia recta a velocitat finita, i il·luminant els objectes. Aquests, en resposta, n'emeten uns altres que, interaccionant amb els de l'ull produeixen la visió. Plató (427 aC - 347 aC) era partidari d'aquesta hipòtesi d'emissió, però Aristòtil (384 aC - 322 aC) s'oposà a ella, ja que suposava que la llum omplia tot l'espai, que no es movia. Una teoria contrària fou exposada pel romà Lucreci (94 aC - 55 aC) al seu poema didàctic De rerum natura. En ell descriu el món segons els principis dels filòsofs atomistes Leucip, Demòcrit d'Abdera (460 aC - 370 aC) i Epicur (341 aC - 270 aC), i explica que la llum està formada per petits corpuscles (del llatí corpuscŭlum, diminutiu de corpus, 'cos') que viatgen a gran velocitat, empeses per les que venen darrere.
Ja en l'edat mitjana, l'àrab Ibn al-Hàytham (965 - 1040) argumentà que la visió només es deu a la llum que entra a l'ull des d'una font externa i no hi ha feix des del propi ull. Donà una sèrie d'arguments essent el més persuasiu la formació d'imatges a la cambra obscura. Al-Hàytham argumentà correctament que veiem objectes perquè els raigs de llum del Sol, de la Lluna, d'espelmes,... que eren rierols de minúsculs corpuscles que viatjaven en línies rectes, es reflecteixen als objectes i després arriben als nostres ulls. Comprengué que la llum ha de viatjar a una gran velocitat però finita, i que la refracció és causada per la variació de la velocitat en diferents substàncies. Aquests treballs no arribaren a Europa fins al darrer quart del segle xvi.
Ja en el segle xvii el francès René Descartes (1596 -1650) el 1637 en La Dioptrique, suplement del Discours de la méthod pour bien conduir sa raison et chercher la vérité dans les sciences, defensà que la llum era un tipus de moviment semblant al so, que es desplaçava amb velocitat infinita, que no estava format per matèria i que, per tant, dos raigs de llum podien creuar-se sense veure's afectats. És, per tant, una teoria ondulatòria.
Per altra banda, el també francès Pierre Gassendi (1592 - 1665) contrari a la filosofia natural d'Aristòtil, fonamentant-se en les idees dels atomistes grecs Leucip, Demòcrit i Lucreci, recuperà la teoria corpuscular, suggerint que la llum estava formada per un flux de petites partícules.
A l'últim terç del segle xvii s'obrí un debat entre els partidaris d'aquestes dues teories sobre la naturalesa de la llum. Un destacat membre de la Royal Society, Robert Hooke (1635 - 1703), publicà el 1665 el llibre Micrographia on, entre molts altres temes, exposa un esbós de teoria ondulatòria de la llum amb una explicació dels colors. Entén que la llum es propaga com ho fan les ones damunt la superfície de l'aigua creades per una pedra en caure dins l'aigua. Pocs anys després, el 1672, l'anglès Isaac Newton (1642 - 1727) presentà una teoria del color en una carta a la revista Philosophical Transactions de la Royal Society i la completà la seva teoria corpuscular en el llibre Opticks (1704). Newton es basà en el fet que la llum produeix ombres ben definides, cosa que no passa amb les ones damunt de l'aigua, o amb el so, que es difracten en topar-se amb obstacles (no deixen ombres darrere els obstacles). Considerà que una font lluminosa emet corpuscles materials, elàstics i sotmesos a les lleis generals de la seva mecànica, que havia formulat en la seva obra Philosophiae Naturalis Principia Mathematica (1687). Tanmateix altres científics sí aconseguiren la difracció de la llum, com l'escocès James Gregory (1638 - 1675) fent passar la llum a través d'una ploma. Hooke s'oposà públicament a Newton afirmant que la que era correcte era la seva. L'holandès Christiaan Huygens (1629-1695), partint de les idees de Descartes, desenvolupà una teoria ondulatòria de la llum, exposada el 1690 en el llibre Traité de la lumière. En ell proposà que la llum era una ona i que havia de propagar-se per dins un medi, de manera semblant a com ho fan les ones sonores, i que no podia propagar-se dins del buit. És una teoria ben elaborada i explica la majoria dels fenòmens observats de la llum com la reflexió, la refracció, la difracció, etc. Tanmateix, a causa del prestigi de Newton, no fou acceptada pels científics del segle xviii.

## L'experiment de Thomas Young

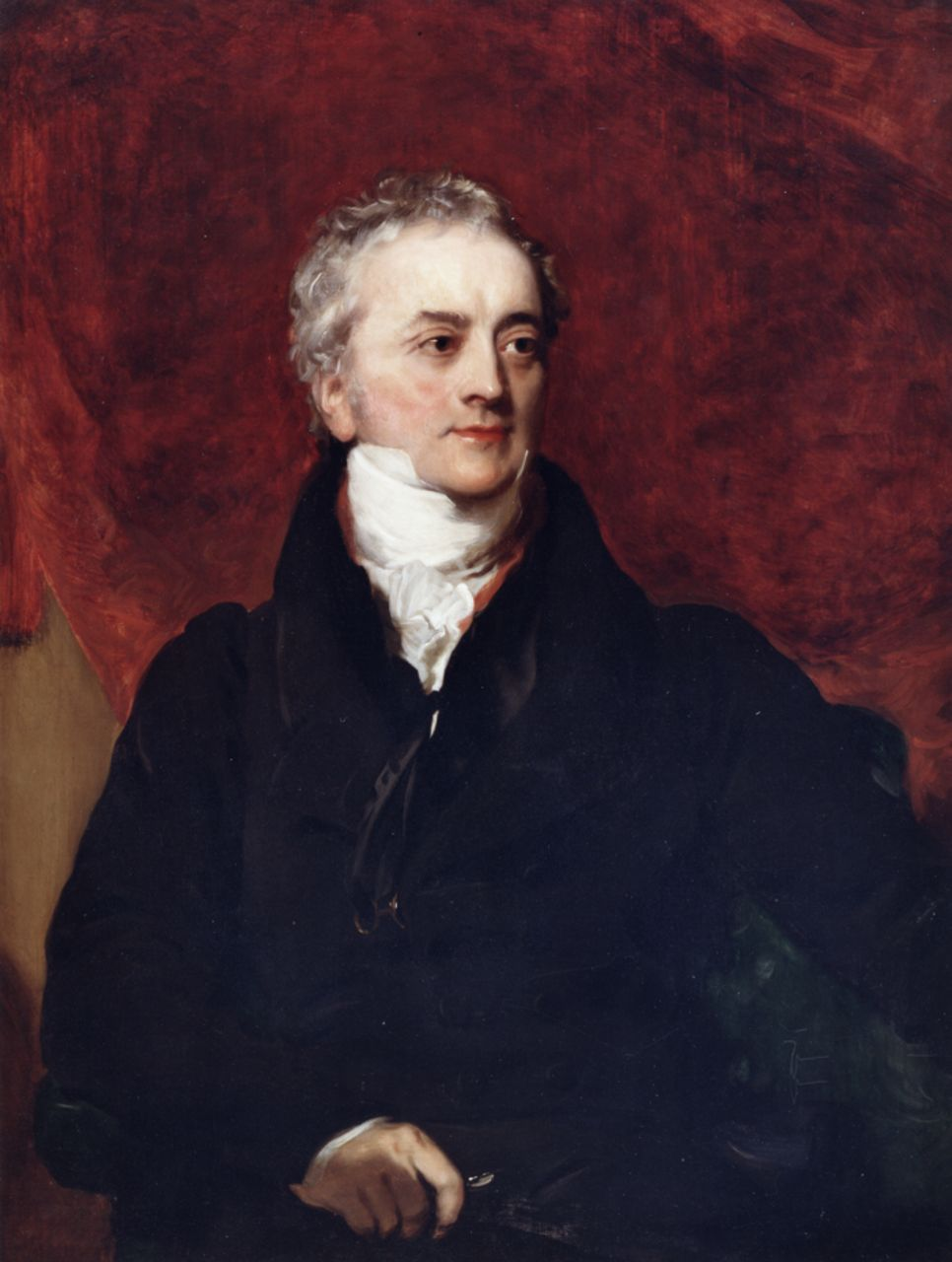
Retrat de Thomas Young per Henry Briggs (1822)

Thomas Young (1773 - 1829) començà estudis de medicina a Londres el 1792 traslladant-se poc després a Edimburg (1794) i a Göttingen (1795), on obtingué el grau de doctor en medicina el 1796. El 1797 ingressà a l'Emmanuel College de la Universitat de Cambridge per obtenir el títol de doctor en medicina a Anglaterra que necessitava per entrar al Royal College of Physicians. Com a metge s'interessà especialment per la visió i d'aquest interès per explicar el funcionament de l'ull sorgí l'interès per l'òptica i l'estudi de la naturalesa de la llum. Fou a Cambridge on realitzà el seu famós experiment quan tenia 26 anys, inspirat en els treballs del jesuïta italià Francesco Maria Grimaldi (1613 - 1663), que descobrí el fenomen de la difracció, i que foren publicats pòstumament el 1665 a l'obra Physico-mathesis de lumine, coloribus et iride. El 1801 s'establí a Londres obrint una consulta alhora que fou nomenat professor de Filosofia Natural a la Royal Institution. L'experiment fou presentat per Young en una conferència (Bakerian Lecture) llegida el novembre de 1803 a la Royal Society, sota el nom Experiments and Calculations Relative to Physical Optics, en la qual refusà la teoria corpuscular d'Isaac Newton i mostrà que les seves observacions només eren compatibles amb una teoria ondulatòria.

### Descripció de l'experiment

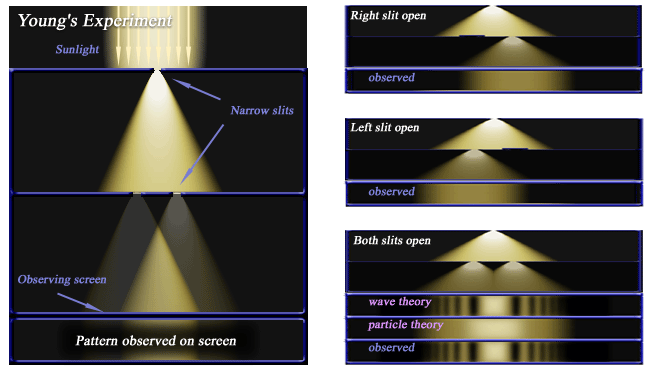
Descripció de l'experiment. A l'esquerra entra la llum solar per la part superior i es deixa passar només un raig, el qual més avall és dividit en dos raigs, els quals interfereixen damunt d'una pantalla. A la dreta s'observa l'efecte produït per cadascun d'aquest raigs per separat. No hi ha interferència. En ajuntar-se els dos raigs es produeix un seguit de franges lluminoses i fosques com prediu la teoria ondulatòria i no una zona continua il·luminada, com prediu la teoria corpuscular.

Young obrí un petit forat en un portelló d'una finestra per on podia entrar dins d'una habitació fosca un raig de llum del Sol. Amb l'objectiu de que el raig fos molts fi, tapà el forat amb un paper gruixut, opac, i hi realitzà un altre forat molt petit amb una agulla. Aquest raig de llum blanca el desvià mitjançant un mirall en una direcció horitzontal, de manera que incidís ben perpendicularment a la paret oposada de l'habitació. Aquest raig el dividí en dos mitjançant una cartolina posada de caràcter damunt una taula per damunt de la qual passava el raig. La cartolina tenia un gruix d'1⁄30 de polsada (0,85 mm). Aconseguí així tenir dos raigs separats 0,85 mm que interaccionaven després de la cartolina.
Observà que a la paret oposada a la finestra per on entrava el raig de llum, la zona il·luminada estava formada per una sèrie de petites franges verticals alternades, lluminoses i fosques, amb colors les més externes. Observà el mateix damunt pantalles de cartolina situades més a prop que la paret. Malgrat canviava la gruixa de les franges amb la distància de les pantalles, sempre n'hi havia una de lluminosa al mig, essent la més intensa. Comprovà que si només deixava passar un dels dos raigs no es produïa aquesta figura de franges verticals.

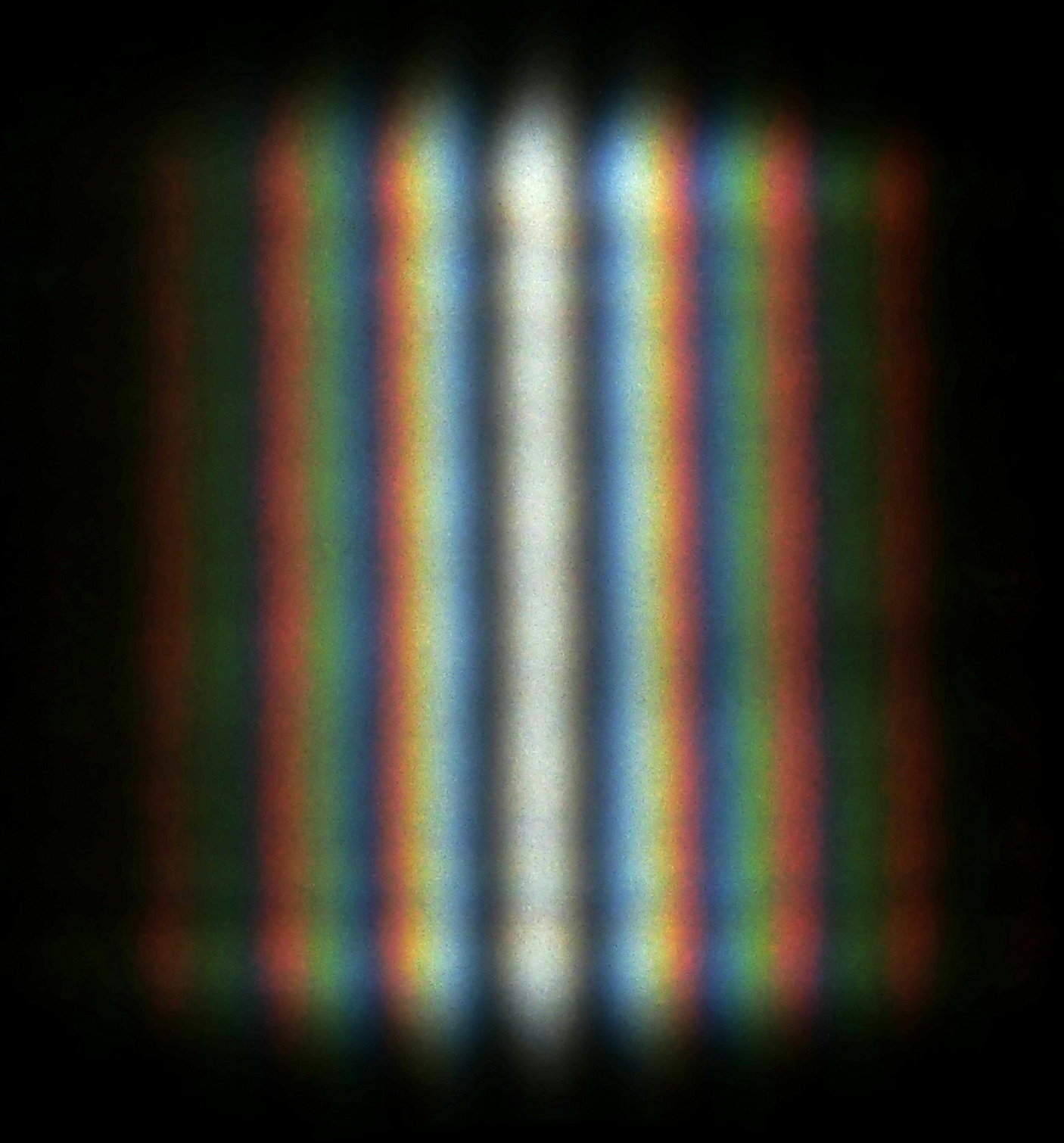
Patró d'interferència amb llum del Sol que passa per dues escletxes d'uns 10 mm de llargada i uns 0,5 mm de separació.

Aquest patró de franges només es pot explicar com la interferència de les ones de llum que passen a través dels dos costats de la cartolina i que, en arribar a la pantalla, interfereixen constructivament o destructivament en funció de les diferents distàncies que han recorregut des de la cartolina fins a la pantalla. Era un fenomen conegut pel so, que havia sigut estudiat el 1753 per part del suís Daniel Bernoulli (1700-1782). En les parts més il·luminades es produeix una interferència constructiva, mentre que a les zones fosques es dona interferència destructiva. Si la llum estàs constituïda per corpuscles, com deia Newton, no s'observaria aquesta figura amb franges, sinó que estaria completament il·luminada.

### Descripció matemàtica
Per explicar el patró de bandes hom pot suposar les dues escletxes molt estretes, per les quals entren dos raigs de llum coherent (això és, produïts pel mateix focus) que estan separades una distància {\displaystyle a}, molt petita, i que una pantalla es troba a una distància {\displaystyle d} de les escletxes, essent {\displaystyle d>>a}. Si hom considera un punt qualsevol de la pantalla, situat a una distància {\displaystyle x} per sobre la perpendicular que passa per una escletxa, a aquest punt hi arriba un raig de cadascuna de les escletxes que han recorregut camins diferents, essent {\displaystyle s}la diferència de camins.

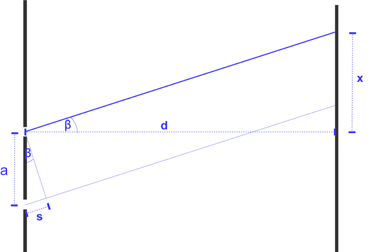
Esquema de l'experiment

De la geometria del problema es compleixen les relacions trigonomètriques següents:{\displaystyle \sin {\beta }={\frac {s}{a}}\quad \quad \quad \tan {\beta }={\frac {x}{d}}}

Per a angles {\displaystyle \beta } petits, que és el cas quan {\displaystyle x} és petit (no està massa allunyat del centre) i quan es compleix que {\displaystyle d>>a}, el sinus i la tangent es poden aproximar al mateix valor i per tant:{\displaystyle {\frac {s}{a}}\approx {\frac {x}{d}}\quad \Longrightarrow \quad x\approx s\cdot {\frac {d}{a}}} 

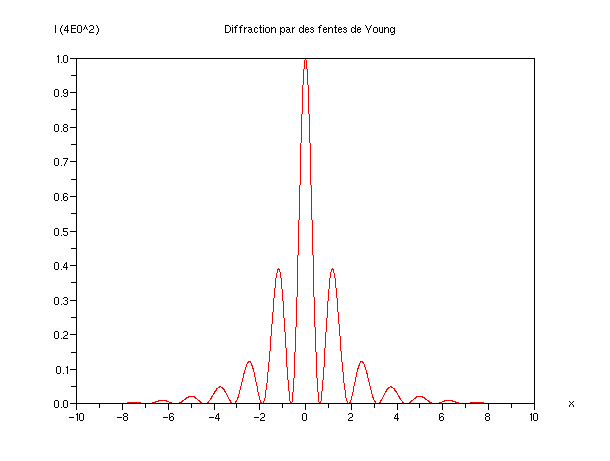
A la imatge s'hi representa el perfil d'intensitat dels màxims i mínims calculat per a les següents dades: a = 0,5 µm; λ = 630 nm (vermell); d = 1 m

Els màxims d'intensitat sobre la pantalla es produiran quan les ones procedents de cada escletxa interfereixin constructivament, i això només es pot produir quan la diferència de camins recorreguts per cada una sigui igual a una longitud d'ona (o dues, o tres, etc.). És a dir, que només es produiran quan {\displaystyle s=n\cdot \lambda }essent {\displaystyle n=0,1,2,3,...} etc. Substituint aquesta condició a la relació de distàncies s'obté que els màxims d'intensitat es produiran en els punts de la pantalla que compleixin:{\displaystyle x_{n}=n\lambda {\frac {d}{a}}\quad \quad n=0,1,2,...}La dependència de la posició dels màxims de la longitud d'ona fa que diferents colors donin interferències constructives en punts lleugerament separats, la qual cosa fa que es vegin franges de colors quan l'experiment es realitza amb llum blanca, com a l'experiment original de Young. Si l'experiment es realitza amb llum monocromàtica només s'observen franges lluminoses i fosques.
De la mateixa manera hom pot trobar les posicions dels mínims d'intensitat, que es produiran quan les ones procedents de cada escletxa interfereixin destructivament. Això es produirà quan la diferència de camins s sigui igual a mitja longitud d'ona (o tres mitges longituds d'ona, etc.). És a dir, quan:{\displaystyle s={\frac {\lambda }{2}},3{\frac {\lambda }{2}},5{\frac {\lambda }{2}},\ldots ,(2n-1){\frac {\lambda }{2}}}i per tant, en aquest cas, els mínims hom els troba a:{\displaystyle x_{n}=(2n-1){\frac {\lambda d}{2a}}\quad \quad n=0,1,2,...}

## Importància per a la física
Malgrat la importància de l'experiment de Young, l'any 1803 gairebé ningú acceptà de forma immediata les idees radicals de Young sobre la naturalesa de la llum. En 1807 publicà el seu magnum opus, A Course of Lectures on Natural Philosophy and the Mechanical Arts, consistent en dos volums amb més de mil cinc-centes pàgines. A la Lliçó 39 descriu l'experiment de la doble escletxa amb una sèrie de diagrames sobre l'experiment a la Làmina XXX.
Els patrons d'interferència observats restaren crèdit a la teoria corpuscular i la teoria ondulatòria es va mostrar molt robusta fins als començaments del segle xx, quan nous experiments van començar a mostrar un comportament que només podia ser explicat per una naturalesa corpuscular de la llum. Tot i així la idea de l'experiment de la doble escletxa tornà a servir per demostrar ara la naturalesa ondulatòria de les partícules, confirmant així la dualitat ona-partícula. D'aquesta manera l'experiment i les seves múltiples variants es van convertir en un experiment clàssic per la seva claredat a l'hora de presentar una de les principals característiques de la mecànica quàntica.
La forma en què es presenta normalment la versió quàntica de l'experiment no es va realitzar sinó fins a 1961 utilitzant electrons i mostrant la dualitat ona-corpuscle de les partícules subatòmiques (Claus Jönsson, Zeitschrift für Physik, 161, 454; «Electron diffraction at multiple slits», American Journal of Physics, 42, 4-11, 1974). El 1974 va ser possible realitzar l'experiment en la seva forma més ambiciosa, electró a electró, comprovant les hipòtesis mecanoquàntiques predites per Richard Feynman. Aquest experiment va ser realitzat per un grup italià liderat per Pier Giorgio Merli i repetit de manera més concloent el 1989 per un equip japonès liderat per Akira Tonomura i que treballava per a la companyia Hitachi. L'experiment de la doble escletxa electró a electró s'explica a partir de la interpretació probabilística de la trajectòria seguida per les partícules.